# Governo di Flensburg
Il Governo di Flensburg è la denominazione comunemente attribuita al governo Schwerin von Krosigk, l'ultimo governo del Terzo Reich, costituito dopo il suicidio di Joseph Goebbels.
Questo nuovo governo ebbe vita molto breve, operando solo dal 1º al 23 maggio 1945. Fino alla capitolazione tedesca dell'8 maggio 1945, a causa dell'occupazione alleata di gran parte del territorio tedesco, la sua effettiva giurisdizione era limitata a un piccolo territorio nel Nord del Reich, al confine danese, nei pressi di Flensburg. Dopo la capitolazione tedesca dell'8 maggio e l'occupazione alleata di tutto il territorio tedesco rimase in carica senza un'effettiva giurisdizione fino al 23 maggio, quando gli esponenti del Governo di Flensburg furono arrestati dagli Alleati per essere sottoposti a processo.

## La morte di Hitler e di Goebbels
Dopo la morte di Adolf Hitler, secondo le disposizioni del testamento del Führer, il grandammiraglio Karl Dönitz fu nominato Reichspräsident (presidente del Reich), assumendo la guida politica di ciò che rimaneva del Terzo Reich. Sempre secondo le disposizioni di Hitler, Joseph Goebbels fu nominato Reichskanzler (cancelliere del Reich), alla guida di un governo di notabili nazisti selezionati dal Führer in persona.
Il governo Goebbels, tuttavia, rimase in carica solo un giorno, dalla morte di Hitler (30 aprile 1945) al suicidio dello stesso Goebbels (1º maggio 1945). Il Reichspräsident Dönitz fu quindi costretto a provvedere alla costituzione di un nuovo esecutivo che gestisse nel miglior modo possibile la resa della Germania e la fine delle ostilità in Europa.

## Il Governo Schwerin von Krosigk
Appresa la notizia del suicidio di Goebbels, il 1º maggio 1945 Dönitz chiese a Lutz Graf Schwerin von Krosigk (fino ad allora ministro delle finanze) di assumere la guida del nuovo governo con la carica di Reichskanzler. Von Krosigk rifiutò la nomina a cancelliere, ma accettò di assumere il ruolo di primo ministro nel nuovo esecutivo.
Il governo Schwerin von Krosigk risultava così composto:
- Lutz Graf Schwerin von Krosigk, primo ministro, ministro degli esteri e delle finanze
- Wilhelm Stuckart, ministro dell'interno
- Otto Georg Thierack, ministro della giustizia
- Albert Speer, ministro dell'economia, dell'industria e della produzione bellica
- Herbert Backe, ministro dell'agricoltura e foreste
- Franz Seldte, ministro del lavoro
- Julius Dorpmüller, ministro delle poste e comunicazioni.

La prima riunione del nuovo governo si svolse a Mürwik il 5 maggio.

## I comandi militari
Come da disposizioni testamentarie di Hitler, il comando supremo della Wehrmacht restò in capo al Reichspräsident Dönitz. La maggior parte degli alti comandi militari vennero confermati nei loro ruoli: il feldmaresciallo Wilhelm Keitel e il colonnello generale Alfred Jodl rimasero rispettivamente capo dell'alto comando della Wehrmacht (OKW) e capo di stato maggiore dell'OKW, mentre il feldmaresciallo Robert Ritter von Greim restò al comando della Luftwaffe (OKL). L'ammiraglio Hans-Georg von Friedeburg, invece fu nominato successore di Dönitz al comando della Marina militare tedesca (OKM).
Una situazione parzialmente più complicata era quella invece legata alla struttura dell'Alto comando dell'Esercito (OKH): il comandante in capo dell'Esercito designato nel testamento del Führer (feldmaresciallo Ferdinand Schörner) era isolato nella sacca di Praga, mentre il capo di stato maggiore dell'Esercito (generale Hans Krebs) era morto suicida a Berlino. Dönitz scelse così di affidare ad interim la guida dell'Esercito dapprima al feldmaresciallo Keitel, che mantenne questo incarico fino al suo arresto il 13 maggio 1945, e poi al colonnello generale Jodl, che rimase in carica fino allo scioglimento del Governo di Flensburg.

## L'allontanamento di Himmler
La presenza di Heinrich Himmler nel nuovo governo aveva costituito una sorpresa. Già prima della morte di Hitler, infatti, il Reichsführer delle SS era stato condannato a morte da una corte marziale (presieduta dal generale delle Waffen SS Wilhelm Mohnke) per alto tradimento, a causa dei suoi tentativi di avviare una trattativa di pace separata e su iniziativa personale con gli Alleati. Il 1º maggio 1945, dopo la caduta di Berlino, Himmler si presentò da Dönitz per richiedere di partecipare al nuovo governo, assumendo il ruolo di numero due del nuovo regime.
Il Reichspräsident negò una simile gratificazione a Himmler, ma lo nominò comunque nel governo con il ruolo di ministro dell'interno. Tuttavia questa nuova nomina fu di brevissima durata; il 6 maggio, un solo giorno dopo l'insediamento del governo, Himmler e Alfred Rosenberg furono destituiti dai loro incarichi. Sui motivi di questo allontanamento le fonti sono discordanti: alcune sostengono che Himmler fosse entrato in contrasto con i vertici del nuovo governo; altre invece sostengono che questa mossa servisse a rendere più presentabile il Governo di Flensburg agli occhi degli Alleati. A ogni modo, a causa del suo allontanamento, Himmler cercò di scappare verso il Sud della Germania, dove fu arrestato dagli inglesi. Morì suicida il 23 maggio 1945, nello stesso giorno in cui il Governo di Flensburg venne formalmente disciolto. Il Ministero dell'interno fu assegnato a Wilhelm Stuckart.

## La situazione militare

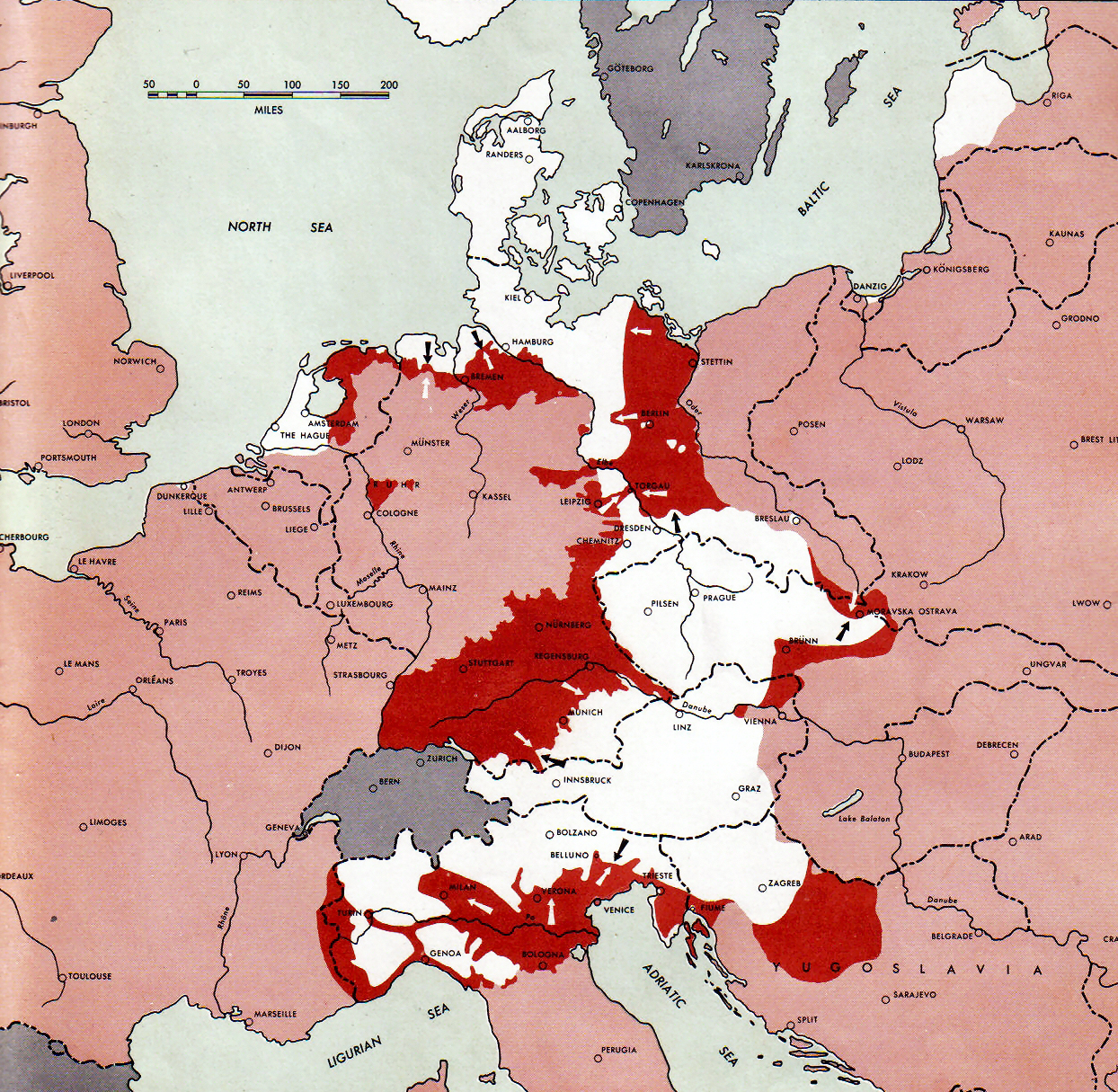
La situazione delle truppe tedesche (in bianco) al 1º maggio 1945

Al momento del suo insediamento il Governo di Flensburg non aveva altre ragionevoli alternative che arrendersi e porre fine alla guerra: le forze alleate occupavano gran parte del territorio tedesco e non esistevano possibilità concrete di organizzare una resistenza armata che avesse qualche successo.
Dopo la caduta di Berlino il 2 maggio 1945, si susseguirono atti di resa da parte della grande maggioranza delle unità combattenti tedesche ancora operative. Il 4 maggio il feldmaresciallo inglese Bernard Montgomery accettò la resa della Wehrmacht nei Paesi Bassi, nel Nord-ovest della Germania e in Danimarca. Il giorno seguente Dönitz ordinò agli U-Boot tedeschi di cessare le ostilità e rientrare nelle loro basi.
Sempre il 5 maggio iniziò l'offensiva sovietica su Praga, che avrebbe portato all'annientamento dei resti del Gruppo d'armate Centro; lo stesso giorno il resto delle truppe tedesche operanti in Boemia si arrese agli americani.

## La resa della Germania

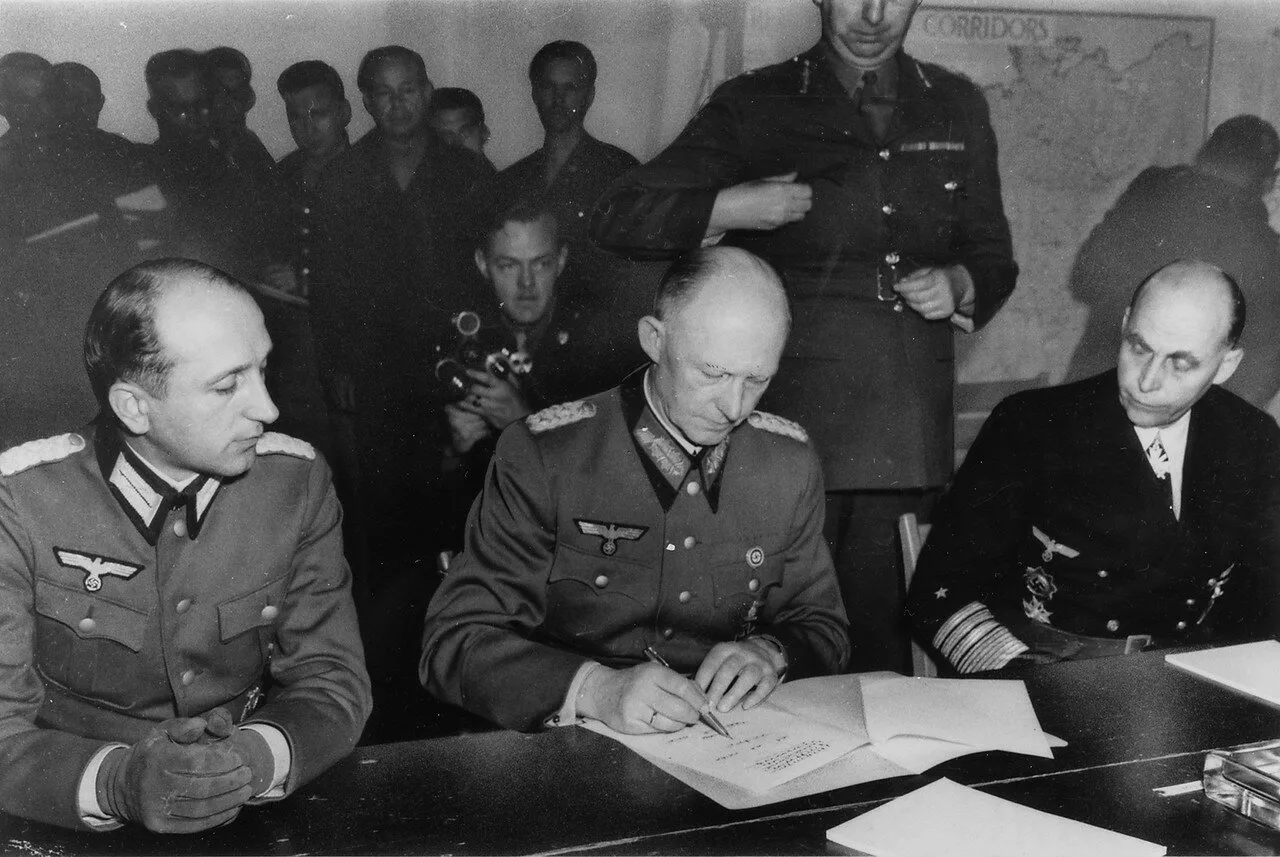
Jodl firma l'atto di resa nel quartier generale alleato a Reims

Dönitz e von Krosigk avevano intenzione di negoziare una pace separata con gli Alleati, continuando così, per quanto possibile, le ostilità contro l'Unione Sovietica. Già il 5 maggio 1945 l'ammiraglio Hans-Georg von Friedeburg fu inviato al quartier generale di Eisenhower (a Reims, in Francia), per trattare i termini di questa pace separata. Il giorno seguente, anche il colonnello generale Alfred Jodl raggiunse il comando alleato.
Le indicazioni fornite dal Reichspräsident ai suoi negoziatori erano chiare: innanzitutto verificare la possibilità di una pace separata con gli occidentali e, nell'eventualità di un rifiuto, allungare il più possibile la durata dei negoziati per la capitolazione. Un simile ritardo avrebbe infatti permesso al residuo delle truppe combattenti tedesche di spingersi il più possibile verso occidente, allo scopo di consegnarsi agli Alleati ed evitare di finire prigionieri dei reparti sovietici.

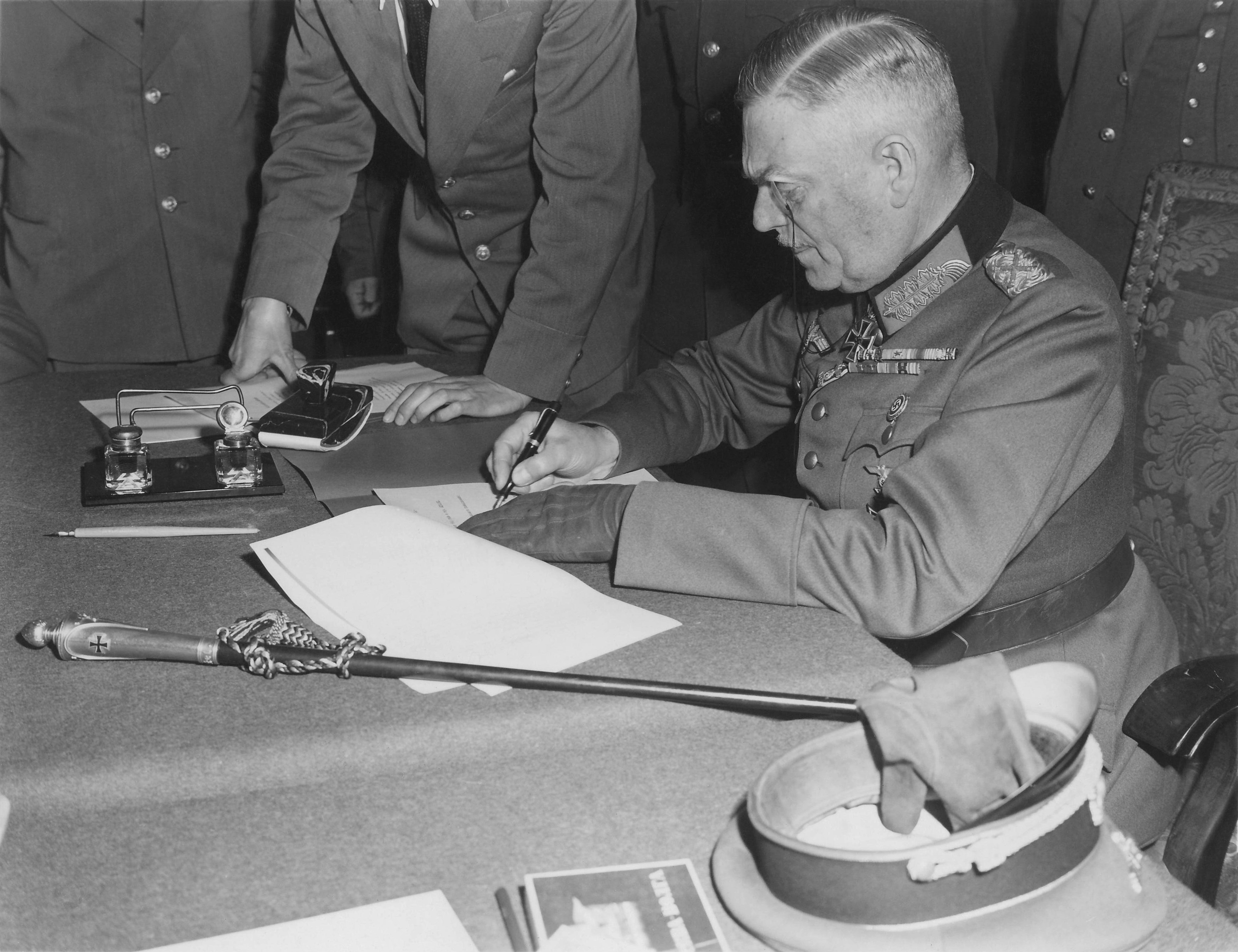
Keitel firma l'atto di resa a Berlino

Le richieste tedesche di una pace separata furono seccamente rifiutate dagli Alleati, i quali imposero oltretutto un rapido svolgimento delle trattative per la capitolazione. Dopo aver ottenuto l'autorizzazione di Dönitz, Jodl firmò nelle prime ore del 7 maggio il documento di resa incondizionata del Terzo Reich. Il documento prevedeva la cessazione delle ostilità a partire dalle 23:01 del giorno 8 maggio 1945.
Su insistenza di Stalin, lo stesso 8 maggio fu organizzata a Berlino, poco prima della mezzanotte, una seconda cerimonia di firma dell'atto di resa incondizionata. A rappresentare il Governo di Flensburg erano delegati tutti i più alti vertici delle Forze armate tedesche, guidati dal feldmaresciallo Wilhelm Keitel. Contrariamente alle speranze di Dönitz gli Alleati non riconobbero il Governo di Flensburg e non gli concessero alcun ruolo nella costituzione di un governo transitorio postbellico.
Con la firma di Keitel era ufficialmente terminata la guerra in Europa.

## La fine del Governo di Flensburg

Dönitz, Speer e Jodl vengono arrestati dagli Alleati

La firma dell'atto di resa incondizionata segnò la fine del Governo di Flensburg, ormai privato di qualsiasi potere sostanziale dall'occupazione alleata del suolo tedesco; il ministro Albert Speer suggerì quindi l'auto-scioglimento di questa compagine governativa. Dönitz e gli altri ministri, però, rigettarono questa ipotesi, nella speranza che quello di Flensburg potesse essere considerato come il legittimo governo provvisorio della Germania nel dopoguerra.
Tuttavia, anche dopo la resa, non arrivò alcun riconoscimento formale del Governo di Flensburg da parte delle potenze vincitrici. Le aspirazioni di Dönitz a candidare il suo esecutivo come il legittimo governo tedesco del dopoguerra vennero così rigettate, anche se ciò non comportò nell'immediato alcun atto sostanziale di scioglimento di un esecutivo ormai esistente solo sulla carta.
Il 12 maggio un rappresentante del Comando alleato in Germania incontrò Dönitz per ordinargli di arrestare il feldmaresciallo Keitel come ritorsione per la mancata cessazione delle ostilità da parte di alcune unità tedesche entro i termini posti dall'atto di resa. Il giorno seguente Keitel venne arrestato e consegnato agli Alleati per essere incriminato per crimini di guerra.
Il 23 maggio 1945 la Commissione alleata di controllo sciolse formalmente il Governo di Flensburg e ordinò l'arresto di Dönitz, di Schwerin von Krosigk e dei suoi ministri, estinguendo de jure la Germania come Stato.